# Lill-Rörtjärnen, Västerbotten
Lill-Rörtjärnen är en sjö i Norsjö kommun i Västerbotten och ingår i Umeälvens huvudavrinningsområde.